# Puccinia notha
Puccinia notha ist eine Ständerpilzart aus der Ordnung der Rostpilze (Pucciniales). Der Pilz ist ein Endoparasit von Scheinastern. Symptome des Befalls durch die Art sind Rostflecken und Pusteln auf den Blattoberflächen der Wirtspflanzen. Sie ist in Mittelamerika verbreitet.

## Merkmale

### Makroskopische Merkmale
Puccinia notha ist mit bloßem Auge nur anhand der auf der Oberfläche des Wirtes hervortretenden Sporenlager zu erkennen. Sie wachsen in Nestern, die als gelbliche bis braune Flecken und Pusteln auf den Blattoberflächen erscheinen.

### Mikroskopische Merkmale
Das Myzel von Puccinia notha wächst wie bei allen Puccinia-Arten interzellulär und bildet Saugfäden, die in das Speichergewebe des Wirtes wachsen. Ihre Spermogonien wachsen oberseitig auf den Wirtsblättern. Die blattunterseitig wachsenden Aecien der Art sind zylindrisch, gesellig und unregelmäßig eingerissen. Ihre hyalinen Aeciosporen sind 26–35 × 18–21 µm groß, kugelig bis unregelmäßig ellipsoid und warzig. Die beidseitig wachsenden Uredien des Pilzes sind klein, versprengt und gelb. Die farblosen Uredosporen sind 28–32 × 26–29 µm groß, breitellipsoid bis fast kugelig und stachelwarzig. Die überwiegend blattoberseitig wachsenden Telien der Art sind schwarzbraun, pulverig und unbedeckt. Die klar kastanienbraunen Teliosporen sind zweizellig, in der Regel breitellipsoid, runzlig und meist 40–48 × 26–32 µm groß. Ihre Stiele sind gelblich bis farblos und bis zu 90 µm lang.

## Verbreitung
Das bekannte Verbreitungsgebiet von Puccinia notha reicht von Sinaloa bis nach Guatemala.

## Ökologie
Die Wirtspflanzen von Puccinia notha sind verschiedene Scheinastern (Vernonia spp.). Der Pilz ernährt sich von den im Speichergewebe der Pflanzen vorhandenen Nährstoffen, seine Sporenlager brechen später durch die Blattoberfläche und setzen Sporen frei. Die Art durchläuft einen makrozyklischen Entwicklungszyklus mit Spermogonien, Aecien, Telien und Uredien. Als autoöker Parasit macht sie keinen Wirtswechsel durch.